# غاسبار بورجيا
بورجيا غسبار (بالإسبانية: Gaspare Borgia)‏ (ولد في فيللباندو في 26 يونيو 1580، وتوفّي في 28 ديسمبر 1635) هو ابن دوق غانديا فرنسيسكو وأمّه جيوفانا دي فيلاسكو. بعد حصوله على إجازة في اللاهوت من جامعة القلعة (إسبانيا)، أكمل دراسة القانون، ورسم رئيسًا لشمامسة كاتدرائية توليدو. ورقّه البابا بولس الخامس إلى الدرجة الكرديناليّة في 17 آب سنة 1611. أتى إلى روما بصفة سفير خارق للعادة لإسبانيا لدى الكرسيّ الرسوليّ. ثمّ أصبح سفيرًا للملك فيليب الرابع، وشارك في اجتماعات انتخاب كلّ من البابا غريغوريوس الخامس عشر وأوربانوس الثامن. في سنة 1626 عيّنه الملك فيليب الرابع نائبًا له في مدينة نابولي... وبعد سنتين أصبح مستشار دولة. ثمّ رُسم أسقفًا على مدينة ألبانو، وفي سنة 1632 أصبح رئيسًا لأساقفة سيفيليا، إلاّ أنّه لم يتسلّم مهام أبرشيّته إلاّ في سنة 1638 بعد قرار البابا أوربانوس الثامن حول إقامة الأساقفة في أبرشيّاتهم. وفي السنة عينها انتُخب رئيسًا لمجمع أرغانو. وفي سنة 1641 عقد بواسطة نائبه العام، مجمعًا محليًّا في ألبانو. في 15 آذار سنة 1645 عيّنه البابا إينوشينسيوس العاشر أسقفًا على توليدو. تميّز بالكرم والسخاء نحو الفقراء، جمع المال وأعطاه للمساهمة في الحرب ضدّ الأتراك.